# Tigre maltese

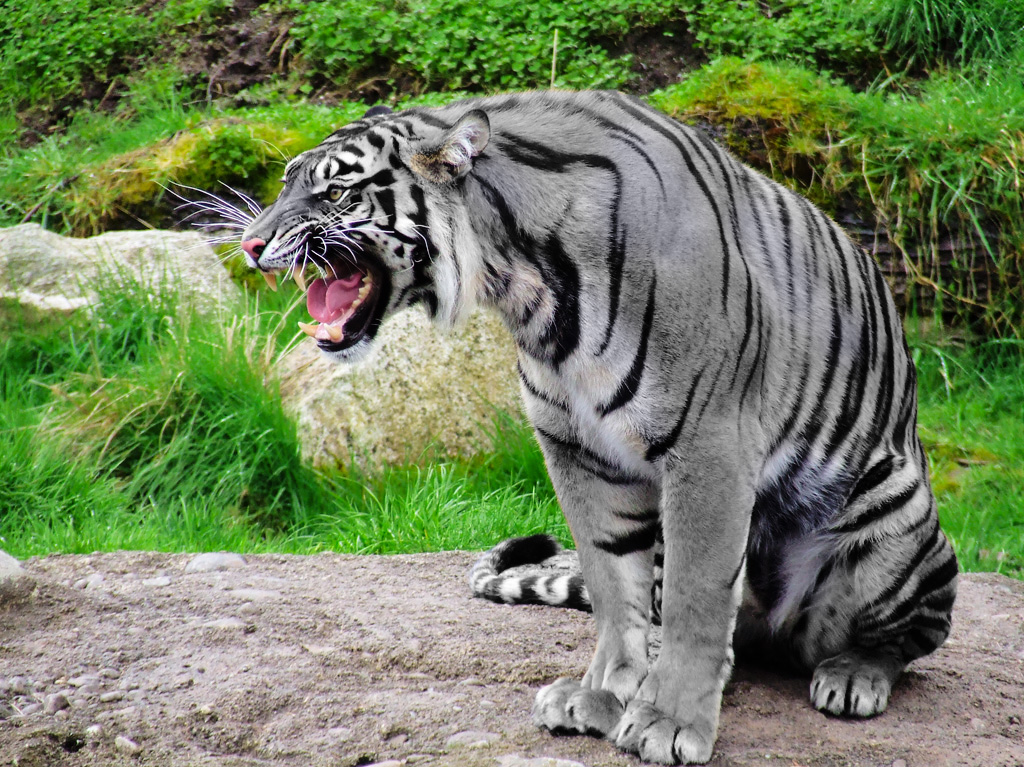
Fotomontaggio in cui a una tigre è stata data quella tonalità grigia bluastra tipica degli altri felini descritti come "blu" (ad esempio i gatti certosini)

La tigre maltese o tigre blu è un tipo di colorazione della tigre che sarebbe stata avvistata in rare occasioni nella provincia del Fujian in Cina, sebbene non esistano prove certe della sua esistenza.
Avrebbe il manto color ardesia; il termine "maltese" è tratto da quello usato per i gatti di questo colore, e si riferisce appunto ad un colore grigio bluastro, piuttosto che ad un blu propriamente detto.

## Avvistamenti

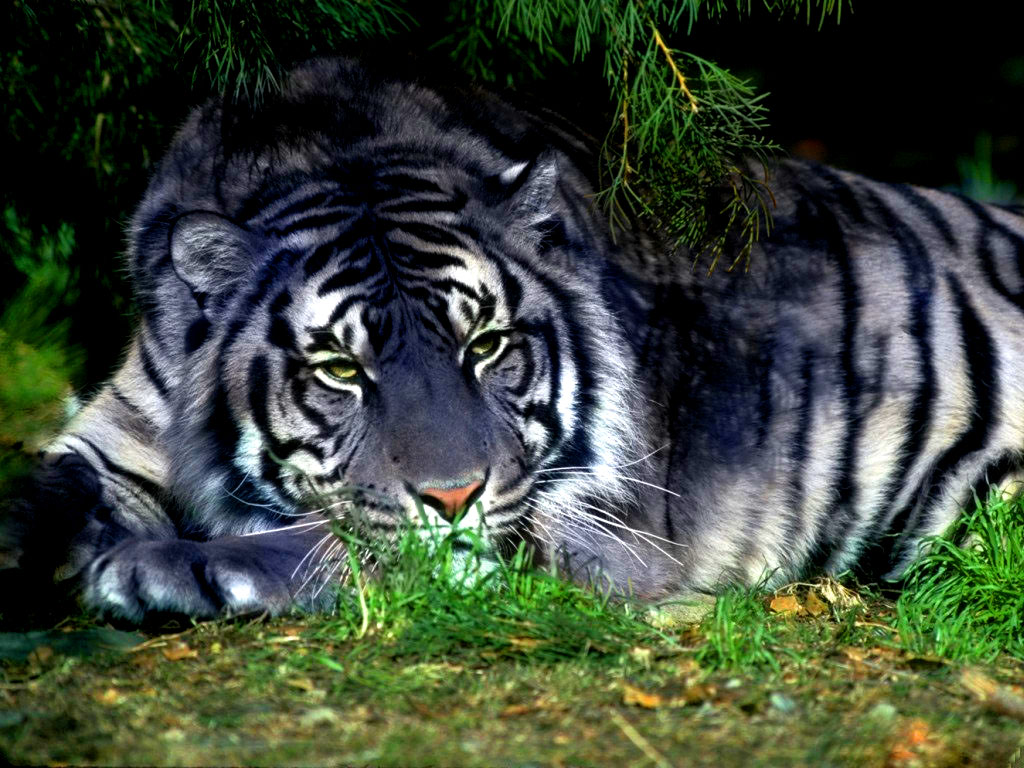
Altro fotomontaggio, questa volta con la tigre di tonalità blu scuro

Il missionario metodista statunitense Harry R. Caldwell, che era un cacciatore di tigri di grande esperienza, ha descritto una tigre colorata con tonalità grigie bluastre mentre si trovava in Cina, nella provincia di Fujian: secondo il suo racconto, una tigre simile sarebbe stata attratta da una capra che aveva messo come esca:
Caldwell ha descritto la tigre come avente un colore maltese sfumato nell'azzurro profondo sui lati. Le bande sono sembrate essere simili a quelle di una tigre del Bengala. Ha chiamato la tigre Bluebeard, benché non interferisca mai coi nativi. Gli abitanti della zona, che affermano di averle avvistate, le considerano "Angeli della rovina" perché si diceva che spesso attaccavano gli uomini.

## Tigri melaniche
Gli zoologi non hanno mai studiato esemplari melanici di questa specie però, in tempi non recenti, diversi studiosi ne hanno parlato nelle loro opere. (H. R. Caldwell, 1924; J. C. Caldwell, 1954; Pocock, 1929, 1939; Stonor, 1964).